# Манастирец
Манастирец (на македонска литературна норма: Манастирец) е село в централната част на Северна Македония, община Росоман.

## География
Селото е разположено южно от Росоман.

## История
В селото е запазена късносредновековна кула. В XIX век Манастирец е българско село в нахия Неготино на Тиквешка кааза на Османската империя. Според статистиката на Васил Кънчов („Македония. Етнография и статистика“) от 1900 година селото има 188 жители, всички българи, от които 116 християни и 72 мохамедани.
В началото на XX век християнското жителите на селото са под върховенството на Българската екзархия. По данни на секретаря на екзархията Димитър Мишев („La Macédoine et sa Population Chrétienne“) през 1905 година в Манастирец (Manastiretz) има 72 българи екзархисти.
След Междусъюзническата война в 1913 година селото попада в Сърбия.
На етническата си карта от 1927 година Леонард Шулце Йена показва Монастирче (Monastirče) като смесено българско-християнско и българо-мохамеданско (помашко) село.
На 27 януари 2007 година е поставен и осветен от митрополит Агатангел Повардарски темеленият камък на църквата „Свети Никола“.